# Historia wrestlingu
Rozrywka sportowa, którą jest wrestling, wyewoluowała z zapasów organizowanych w europejskich i amerykańskich cyrkach oraz na amerykańskich festynach w XIX wieku. Choć organizowane zapasy opierały się na różnych zasadach w zależności od upodobań zawodników, widowni i promotora, przeważały style grecko-rzymski (klasyczny) i wolnoamerykański lub połączenie obu tych stylów. Zapaśnicy rzucali publiczności wyzwania i oferowali nagrody pieniężne tym, którzy ich pokonają. Czasami osoba wyłoniona z publiczności była podstawiona. Wraz z rosnącą popularnością widowiska powstały pierwsze trupy organizujące wyłącznie zapasy, a także zaczęto organizować turnieje zapaśników. Początkowo walki były w większości autentyczne, ale z czasem promotorzy, chcąc uatrakcyjnić przedstawienie dla publiki, zaczęli dodawać do widowiska coraz więcej elementów teatru (główną inspirację stanowiły wodewile) oraz wymyślać imiona, narodowości i historie dla zawodników, a walki zaczęto w coraz większym stopniu reżyserować. Świadomość elementów fikcji w wrestlingu stała się powszechna po 1900 roku. W 1908 roku amerykańskie media przestały traktować wrestling jako sport, a w czasach wielkiego kryzysu ludzie coraz rzadziej kupowali bilety na widowiska, jednak dzięki nowatorskim rozwiązaniom kolejnych promotorów, w szczególności Tootsa Mondta, wrestling przetrwał ten okres i cały czas się rozwijał. W latach 40. zaczął być emitowany w programach telewizyjnych; powstały też liczne organizacje wrestlingowe. W 1948 powstała National Wrestling Alliance (NWA), liga zrzeszająca największe organizacje wrestlingowe w Stanach Zjednoczonych. Także w latach 40. wrestling zyskał ogólnokrajową popularność w Meksyku za sprawą promotora Salvadora Lutterotha Gonzáleza i jego organizacji Empresa Mexicana de Lucha Libre (EMLL), a także popularnego wrestlera El Santo. W latach 50. Rikidōzan spopularyzował wrestling w Japonii. W latach 80. pozycja NWA ustąpiła ekspansji World Wrestling Federation (WWF) i World Championship Wrestling (WCW). W 1989 promotor WWF, Vince McMahon, oświadczył przed senatem stanowym New Jersey, że wrestling nie jest sportem, aby uniknąć regulacji, którymi obejmowano gale sportowe. 10 lutego ustawa deregulująca wrestling została przegłosowana przez senat. W latach 1995–2001 WWF i WCW rywalizowały ze sobą i transmitowały swoje programy w tym samym czasie. W 2001 WCW upadło, a WWF, przemianowane w 2002 na World Wrestling Entertainment (WWE), jest od 2001 monopolistą w Stanach Zjednoczonych.
Choć w języku angielskim wrestling oznacza także olimpijskie zapasy, w języku polskim przyjęło się nazywać w ten sposób wyłącznie widowiska, w których elementy wyreżyserowane przeważają nad autentycznością.

## Geneza (XIX wiek i wczesny początek XX wieku)

### Cyrki w Europie

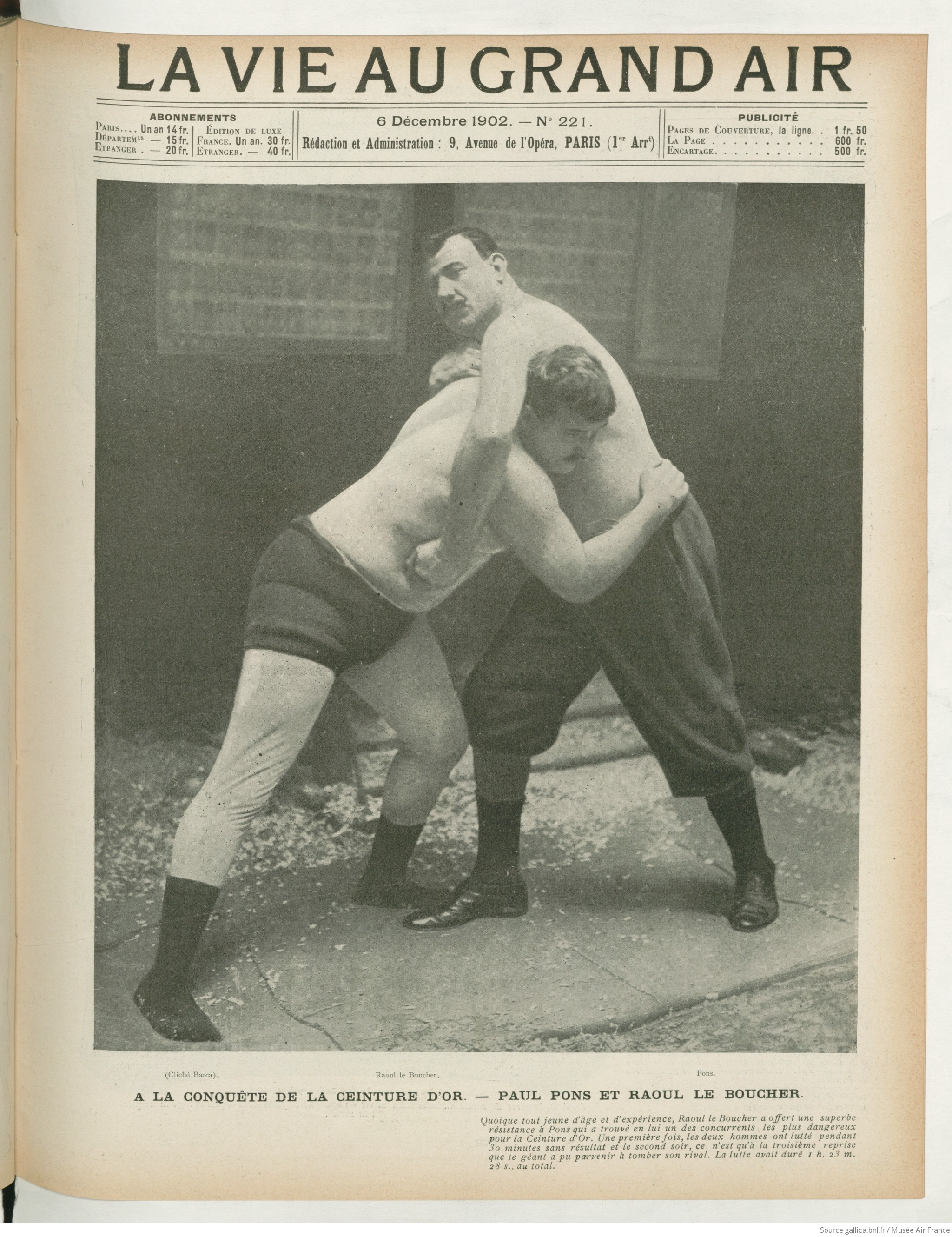
Walka o pas między Paulem Ponsem a Raoulem le Boucherem w 1902, zdjęcie w magazynie La Vie

Jedne z pierwszych udokumentowanych prób połączenia zapasów i spektaklu miały miejsce we Francji około 1830. Zapaśnicy posługujący się takimi pseudonimami ringowymi, jak „Edward, pożeracz stali”, „Gustave z Awinionu, niszczyciel kości”, czy „Bonnet, wół z Alp Południowych”, podróżowali z trupami cyrkowymi i rzucali wyzwania publiczności. Tym, którzy dadzą radę pokonać cyrkowego zawodnika oferowano 500 franków. W 1848 Jean Broyassei, weteran Wojen napoleońskich posługujący się pseudonimem Jean Exbroyat, stworzył pierwszą wrestlingową trupę cyrkową i ustanowił zasadę aby nie zakładać chwytów poniżej talii. Nazwał ten styl lutte à mains plates. Po śmierci Exbroyata w 1872 jego trupę przejął prawnik z Lyonu, Rossignol-Rollin, któremu przypisuje się aranżowanie walk. Francuski styl z czasem stał się popularny w Imperium Austro-Węgierskim, Włoszech, Danii oraz Imperium Rosyjskim i był nazywany grecko-rzymską odmianą zapasów, zwaną także klasyczną. Termin grecko-rzymski styl wprowadził włoski zapaśnik Basilio Bartoletti. W grecko-rzymskich zapasach ciosy poniżej pasa były zakazane, ale zezwalano się na takie ruchy jak ciągnięcie za ramię, bear hug (duszenie przeciwnika przez ściskanie jego tułowia), headlock (ściskanie głowy przeciwnika wewnętrzną częścią ramienia), suples (podniesienie przeciwnika i obalenie go na matę przerzucając go za siebie), body slam (podniesienie przeciwnika i obalenie go na matę rzucając go przed siebie), chokehold (duszenie chwytem zakładanym na szyję) i uderzenia głową. Takie walki trwały zwykle około 2-3 godzin.
W 1871 promotor John Graham Chambers zaprezentował w londyńskim ośrodku sportowym Lillie Bridge Grounds styl catch-as-catch-can, znany również jako styl wolny (a w języku polskim jako Wolnoamerykanka ze względu na jego późniejszą popularność w Stanach Zjednoczonych). Catch-as-catch-can łączył ze sobą między innymi styl grecko-rzymski, irlandzki collar-and-elbow, angielski Cumberland and Westmorland, ludowe style z Kornwalii, Devon i Lancashire, oraz japońskie judo i ju-jitsu. W przeciwieństwie do stylu grecko-rzymskiego, w stylu wolnym chwyty poniżej pasa były dozwolone. Wolnoamerykanka jest uważana za bezpośredniego prekursora wrestlingu oraz mieszanych sztuk walki.
Profesjonalne walki zapaśnicze były organizowane w całej Europie i miewały różne dodatkowe zasady w zależności od upodobań zawodników, promotorów i publiczności. Najczęściej były oparte na klasycznym stylu grecko-rzymskim, ale z elementami stylu wolnego. Kończyły się powaleniem przeciwnika na łopatki lub osiągnięciem wyraźnej przewagi technicznej przez jednego z zawodników. Zdarzały się dyskwalifikacje za brutalność i niedozwolone chwyty. Niekiedy sędziowie orzekali remis, co było sposobem na pobudzenie emocji publiczności i zachęcenie jej do powrotu na walkę rewanżową.
W 1873 w Paryżu wystąpił pierwszy zapaśnik w masce – posługiwał się on pseudonimem Zamaskowany Zapaśnik. 27 grudnia 1898 Francuz Paul Pons zwany Kolosem został pierwszym światowym mistrzem zapasów na turnieju organizowanym w Paryżu. Kolejnymi mistrzami byli między innymi Polak Władysław Pytlasiński, Turek Kara Ahmed alias Wschodni Potwór lub Straszliwy Turek, Bułgar Nikola Petrov alias Lew Bałkanów, Ukrainiec Iwan Poddubny alias Ukraiński Olbrzym lub Mistrz Mistrzów oraz Estończycy Georg Lurich i Georg Hackenschmidt. Pod koniec XIX wieku zapasy były jedną z najbardziej popularnych rozrywek w Europie, jednak po 1900 nastąpiła ich degradacja z powodu coraz powszechniejszej świadomości częstych praktyk aranżowania walk, ustawiania zwycięstw oraz zmyślania narodowości i przeszłości zawodników.

### Festyny w Stanach Zjednoczonych

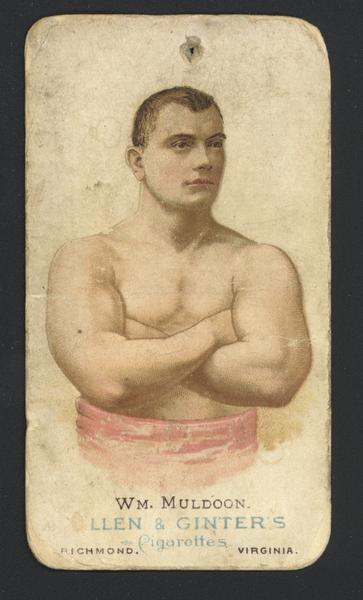
William Muldoon na karcie kolekcjonerskiej Allen & Ginter

W latach 30. XIX wieku irlandzcy imigranci spopularyzowali wolnoamerykankę w Stanach Zjednoczonych w formie powszechnie wówczas nazywanej collar-and-elbow (pl. Kołnierz i łokieć), w której zawodnicy zaczynali walki w pozycji z jedną ręką na ramieniu przeciwnika i drugą ręką tuż nad łokciem przeciwnika. Do popularności wolnoamerykanki przyczyniła się także kampania prezydencka Abrahama Lincolna w 1860 roku, ponieważ często podkreślano przeszłość zapaśniczą kandydata W 1831 w New Salem w stanie Illinois Lincoln miał pokonać lokalnego awanturnika, Jacka Armstronga. Po wojnie secesyjnej wolnoamerykanka była organizowana na festynach. Zawodnicy nosili kolorowe stroje, często zmyślali swoje imiona i ubarwiali swoją przeszłość oraz dokonania. Oferowali nagrody pieniężne dla dowolnej osoby z widowni, która albo będzie w stanie ich powalić i przytrzymać leżących na łopatkach na czas odliczania do trzech, albo wytrzyma w ringu niepokonana przez 15 minut. Czasem osoba wyłoniona z publiczności była podstawiona, a walka ustawiona. 29 stycznia 1858, w nowojorskim miejscu zgromadzeń Chinese Assembly Rooms, miała miejsce pierwsza sfilmowana walka – Louis Ainsworth pokonał Johna Farleya. W 1874 były niewolnik z Beaufort w Karolinie Północnej, Viro Small, stał się pierwszym słynnym afroamerykańskim zapaśnikiem. W 1875 Francuz Thiebaud Bauer zaczął organizować w Stanach Zjednoczonych pierwsze walki w stylu grecko-rzymskim.
Niektórzy uważają Williama Muldoona za ojca amerykańskiego wrestlingu (na przykład autorzy książek o historii wrestlingu Scott Beekman i Keith Elliot Greenberg). Był on policjantem aktywnym zawodowo w Nowym Jorku w XIX wieku. Praktykował boks i zapasy zarówno w stylu grecko-rzymskim, jak i wolnoamerykańskim. Często występował w stroju rzymskiego gladiatora. 26 stycznia 1880 walczył z Profesorem Williamem Millerem przez 9 godzin i 35 minut, aż ich starcie zakończyło się remisem. W 1881 zmierzył się z Clarence’em Whistlerem, ich pojedynek trwał 7 godzin, aż do godziny czwartej rano. Promotor zdecydował się zakończyć walkę wyłączając światła, po tym jak większość publiczności opuściła widowisko.
Na początku XX wieku na festynach zaczęto wystawiać także walki kobiet. Niektóre z nich, na przykład Cora Livingstone, walczyły zarówno z kobietami, jak i mężczyznami. W 1901 w San Francisco miała miejsce pierwsza walka tag teamów.

## Powstawanie amerykańskiego stylu (I połowa XX wieku)

### Frank Gotchkontra Georg Hackenschmidt (1905–1911)

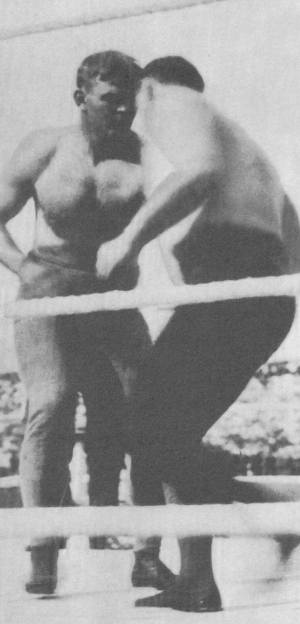
Pojedynek Franka Gotcha i Georga Hackenschmidta w 1908 w pawilonie Dexter Park w Chicago

4 maja 1905 w Nowym Jorku Georg Hackenschmidt pokonał posiadacza pasa American Heavyweight Championship, Toma Jenkinsa, w turnieju o nowo utworzone mistrzostwo World Heavyweight Wrestling Championship, które był w użyciu przez wiele lat w różnych organizacjach, aż do 24 lipca 1954, kiedy zostało przejęte przez National Wrestling Alliance.
Pierwsza walka, która została okrzyknięta walką stulecia miała miejsce w pawilonie Dexter Park w Chicago 3 kwietnia 1908. Frank Gotch stoczył pojedynek z George’em „The Russian Lion” Hackenschmidtem w walce o należące do Hackenshmista mistrzostwo World Heavyweight Championship. Wcześniej tego dnia Gotch zwakował swój pas American Heavyweight Championship, ponieważ nie mógł walczyć o mistrzostwo świata posiadając w tym czasie mistrzostwo Ameryki. Gotch i Hackenschmidt rywalizowali ze sobą na oczach widowni od 1905. Wielu dziennikarzy sportowych typowało Hackenschmidta na zwycięzcę, jednak po dwóch godzinach pojedynku, gdy Gotch był gotowy przypiąć przeciwnika, Hackenschmidt wycofał się i przegrał walkowerem. Gotch został nowym mistrzem. Później przegrany oskarżał mistrza o posmarowanie ciała śliskim olejem i używanie nielegalnych ruchów, takich jak uderzenia głową i ciosy zaciśniętymi pięściami. 4 września 1911 obaj zawodnicy mieli się zmierzyć na stadionie Comiskey Park w Chicago. Przed walką jednak wrestler Ad Santel miał na polecenie Gotcha uszkodzić Hackenschmidtowi kolano w czasie sparingu. Kontuzjowany Hackenschmidt prosił promotorów o odroczenie pojedynku z Gotchem, ale zamiast tego wypracowano kompromis − walka miała się odbyć, jednak na zasadach Two out of Three Falls match (zwycięstwo wymaga przypięcia przeciwnika dwa razy). Gotch natomiast miał obiecać Hackenschmidtowi, że pozwoli mu się raz przypiąć, jeśli ten utrzyma swoją kontuzję w tajemnicy. Mistrz jednak nie dotrzymał słowa i wygrał walkę 2 do 0 w 20 minut. Gdy dziennikarze dowiedzieli się o okolicznościach pojedynku, zaczęli podważać autentyczność rywalizacji zawodników i przestali traktować wrestling jak dyscyplinę sportu. Po tych wydarzeniach, które przyczyniły się do popularyzacji, ale także zdemaskowania wrestlingu, wielu promotorów zaczęło stosować techniki wykorzystywane w wodewilach aby utrzymać zainteresowanie publiczności.
27 stycznia 1916 wrestler Mort Henderson po raz pierwszy wystąpił w masce, która zakrywała całą jego twarz. Tego dnia przegrał walkę o pas World Heavyweight Wrestling Championship przeciwko mistrzowi Joemu Stecherowi. Wielu historyków uważa go za pierwszego zamaskowanego wrestlera.

### Gold Dust Trio (lata 20. XX wieku)
Przełomowe dla wrestlingu okazały się walki objazdowe organizowane przez Tootsa Mondta, które odbywały się według ustalonego wcześniej programu. Jego trupa odtwarzała ten sam program w różnych miastach, co było wówczas nowatorskim podejściem. Mondt wprowadził też limit czasowy, aby walki nie trwały kilka godzin i zachęcał zawodników żeby zamiast tylko wymieniać chwyty stosowali też ruchy wymagające podniesienia się z maty, na przykład dropkick. Ruchy stosowane przez wrestlerów stawały się coraz bardziej widowiskowe, ale też wymagające współpracy obu zawodników. Dla lepszego efektu atakowani zawodnicy krzyczeli i trzęśli się udając ból.
Dominującym wrestlerem lat 20. XX wieku był pochodzący z Wisconsin Robert Herman Julius Fredlich, posługujący się pseudonimem ringowym Ed „Strangler” Lewis. Jego przybrane imię było hołdem dla Evana „Stranglera” Lewisa, zapaśnika aktywnego w II połowie XIX wieku. Charakterystycznym ruchem Eda Lewisa był headlock (ściskanie głowy przeciwnika oplatając ją ramieniem). Lewis mówił dziennikarzom, że często praktykuje ten chwyt na drewnianej głowie, wewnątrz której znajdują się mocne stalowe sprężyny, i teoretycznie mógłby headlockiem rozłupać przeciwnikowi czaszkę. Lewis, jego manager Billy Sandow oraz promotor walk Toots Mondt często są wyróżniani przez analityków jako osoby, które zdominowały amerykański wrestling w tym okresie, a oni sami nazywali siebie Gold Dust Trio. Lewis zdobył pas World Heavyweight Wrestling Championship cztery razy. Przegrywał tylko wtedy kiedy uznawał, że jest to korzystne z biznesowego punktu widzenia, a jeśli jego przeciwnik odmawiał przegrania w ustawionym pojedynku, zwykle był w stanie pokonać sabotażystę autentycznie. Aby przyciągnąć liczniejszą publikę, promotorzy wrestlingu rekrutowali także gwiazdy futbolu amerykańskiego. W 1925 Wayne Munn znany z gry w reprezentacji uniwersytetu University of Nebraska–Lincoln pokonał Stranglera Lewisa w walce o tytuł. Gus Sonnenberg grający dla Dartmouth College i University of Detroit Mercy przejął pas w 1929. Bronko Nagurski, profesjonalny futbolista drużyny Chicago Bears, porzucił karierę sportową, aby zostać wrestlerem w latach 30.

### Wczesne eksperymenty z formą (lata 30. XX wieku)

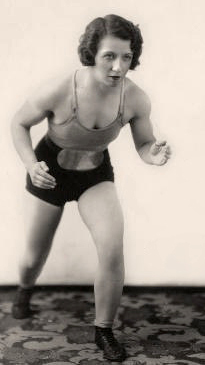
Mildred Burke w 1937

W latach 30. XX wieku publika była coraz mniej przychylna Lewisowi, a w czasie Wielkiego kryzysu coraz mniej Amerykanów kupowało bilety na wrestling. W związku z tym promotorzy musieli wymyślać nowe sposoby aby uatrakcyjnić rozrywkę. Choć pierwsza walka dwuosobowych zespołów wrestlerskich, zwanych tag teamami, miała miejsce w 1901 w San Francisco, te walki stały się popularne dopiero w 1937, kiedy promotor Morris Sigel wystawił walkę, którą nazwał Texas Tornado – Milo Steinborn i Whiskers Savage stoczyli pojedynek z Tiger Daula i Fazulem Mohammedem. Później zasady zostały zmienione tak aby w tego typu starciach mogli walczyć tylko dwaj wrestlerzy naraz. Drugi członek tag teamu czekał w rogu, a kiedy jego partner chciał się zamienić miejscami, musieli się dotknąć. Inni promotorzy organizowali walki w lodach, w błocie, w jagodach, w melasie, z użyciem kastetów, w stalowej klatce (dziś znane jako Steel Cage match) lub takie, w których obaj zawodnicy byli połączeni ze sobą łańcuchem. Jednymi z bardziej popularnych wrestlerów w tym okresie byli Jim Londos i Lou Thesz.
W czasach wielkiego kryzysu promotorzy spopularyzowali także walki kobiet, do czego w znacznej mierze przyczyniła się wrestlerka Mildred Burke i wrestler oraz promotor Billy Wolfe, któremu Burke zaimponowała na siłowni pokonując w zapasach mężczyznę. Wolfe w czasie festynów oferował 25 dolarów każdemu mężczyźnie, który da radę przypiąć Burke lub zmusić ją do poddania się. Burke stoczyła około 200 walk przeciwko mężczyznom i tylko jedną z nich przegrała, co nastąpiło, jak sama twierdzi, przez nokaut. Posiadała pas Women’s World Championship przez kilkanaście lat. W czasie ich współpracy Wolfe i Burke zostali małżeństwem.
W 1937 nowojorski dziennikarz sportowy Marcus Griffin wydał książkę Fall Guy, która dokumentowała zakulisowe techniki stosowane przez promotorów i wrestlerów oraz jest pierwszym udokumentowanym opisem terminologii, którą posługiwali się ludzie związani z wrestlingiem. Ta terminologia w znacznej mierze przetrwała do czasów współczesnych. Początkowo posługiwali się nią tylko wrestlerzy i promotorzy, obecnie robią to także dziennikarze, analitycy, felietoniści i fani. Słowo work (pl. praca) według Griffina oznacza walkę, która jest bardziej występem scenicznym, a nie prawdziwą potyczką, oraz wszystkie elementy wrestlingu, które są z góry zaplanowane. Shoot to prawdziwa, niewyreżyserowana walka – dziś odnosi się także do wypowiedzi wrestlerów, którzy dzielą się swoimi prawdziwymi przemyśleniami i nie odgrywają w danym momencie postaci. Face jest w wrestlingu odpowiednikiem dobrego bohatera, a heel, czarnego charakteru. Ludzie zajmujący się decydowaniem o przebiegu zdarzeń i o tym kto będzie wygrywał to bookerzy, a wykonywana przez nich praca to booking. Gimmick był opisywany jako postać odgrywana przez wrestlera, nielegalny obiekt używany w walce przez heela lub dowolny element merchandisingu. Natomiast kayfabe określa koncept, zgodnie z którym ludzie związani z wrestlingiem nie wtajemniczali osób z zewnątrz w funkcjonowanie rozrywki – zawsze odgrywali swoje postacie i kłamali traktując work, jak i shoot tak jakby były równie autentyczne.

### Początek emisji walk w telewizji (lata 40. XX wieku)

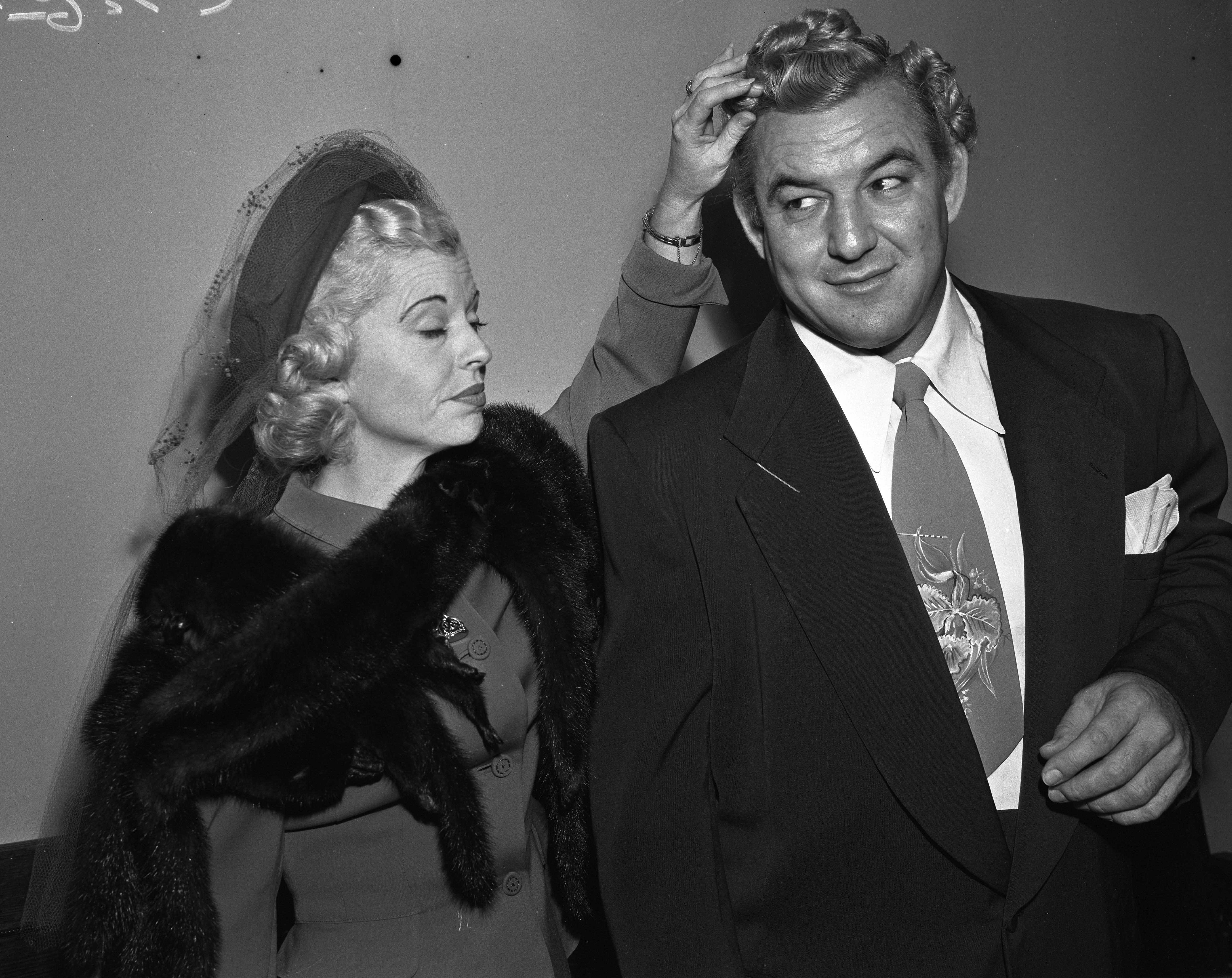
Gorgeous George (z żoną Elizabeth), popularyzator wrestlingu jako rozrywki sportowej

Po II wojnie światowej nastąpił rozwój telewizji, co wykorzystywali promotorzy współpracując z lokalnymi stacjami. Przesyłali operatorom taśmy z nagranymi walkami, które następnie były emitowane w telewizji w celu wypromowania kolejnych wydarzeń. Postacie odgrywane przez zawodników oraz podział na face’ów i heelów stawały się coraz bardziej wyraziste. W celu budowania napięcia wrestlerzy zaczęli udzielać w telewizji wywiadów i wygłaszać promo.
Gorgeous George uważany jest za człowieka, który radykalnie zmienił podejście wrestlerów i promotorów wrestlingu wobec gimmicków w latach 40. i 50. XX wieku. Jego gimmick był bardziej barwny i showmański od innych, dotąd znanych. Gorgeous George był pierwszym wrestlerem, któremu przy wejściu na ring towarzyszyła muzyka. Spopularyzował też funkcję managera (osoby towarzyszącej wrestlerowi, niebiorącej udziału w pojedynkach). Jego wejścia na ring przypominały ceremonie. Był narcyzem z obsesją na punkcie swoich włosów. Za zadanie postawił sobie wzbudzanie niechęci widowni, aby jego przegrana była w oczach publiczności bardziej satysfakcjonująca. Często też oszukiwał i kłócił się z sędzią. Od tej pory barwne gimmicki, narcystyczni heelowie wzbudzający niechęć publiczności, managerowie i ceremonialne wejścia na ring z muzyką w tle stały się powszechne w wrestlingu.

## Wrestling w Stanach Zjednoczonych po 1948

### Okres terytoriów (1948–lata 80. XX wieku)

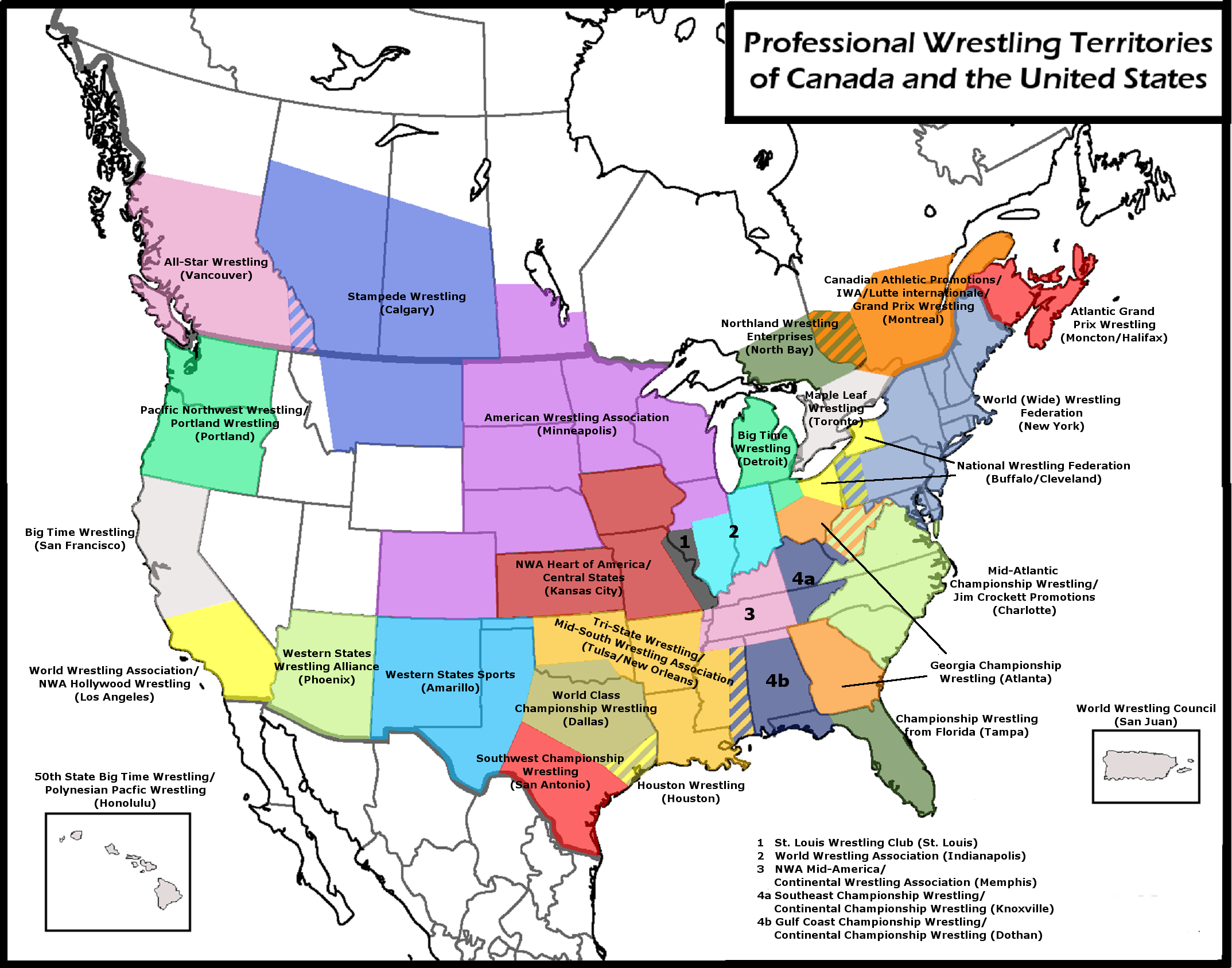
Podział ligi National Wrestling Alliance w Stanach Zjednoczonych i Kanadzie

14 lipca 1948 promotor z Saint Louis, Sam Muchnick, zwołał spotkanie promotorów wrestlingu w hotelu prezydenckim w Waterloo, w stanie Iowa. Wzięli w nim udział między innymi Tony Stecher z Minneapolis, Minnesota; Al Haft z Columbus, Ohio; Max Clayton z Omaha, Nebraska; Pinky George z Des Moines, Iowa i Orville Brown z Kansas City, Missouri. Uczestnicy ustalili między sobą, że każdy promotor będzie miał wyłączność na organizowanie walk w swoim rejonie. Zgodzili się też pomagać sobie nawzajem wymieniając się zawodnikami i wspólnie bojkotując wrestlerów, którzy sprawiają problemy dowolnemu z promotorów. Tak zaczął się okres terytoriów. Ukształtowały się regionalne organizacje wrestlerskie, które posługiwały się różnymi nazwami, posiadały własne tytuły mistrzowskie i miały unikatowe rostery, wątki fabularne oraz rywalizacje. Promotorzy, którzy brali udział w spotkaniu w Waterloo, utworzyli ligę o nazwie National Wrestling Alliance (NWA), do której z czasem dołączały też inne organizacje. Pierwszym prezesem ligi został Paul „Pinkie” George. Najważniejszym mistrzostwem w lidze było NWA World Heavyweight Championship, którego inauguracyjnym posiadaczem był Orville Brown.
Z czasem liga NWA stała się największą organizacją wrestlingu na świecie i była monopolistą w Stanach Zjednoczonych, a do lat 70. XX wieku miała swoich przedstawicieli między innymi także w Japonii, Meksyku, Australii, Nowej Zelandii, Korei, Kanadzie, Santo Domingo i Singapurze. Jedyną istniejącą wiele lat dużą organizacją, która nigdy nie dołączyła do NWA było American Wrestling Association Verna Gagne, jednak i on uczestniczył w spotkaniach ligi i był traktowany jak honorowy członek. Każda organizacja należąca do ligi kontrolowała inny obszar, zwykle stan. Wszelkie próby rozwinięcia się nowych organizacji na obszarach kontrolowanych przez NWA były zwalczane. Zgodnie z ustalonymi zasadami, jedynym mistrzostwem w lidze, które mogło używać w nazwie słowa World (pl. Światowe) było NWA World Heavyweight Championship kreowane na najwyższy tytuł wrestlerski na świecie. Zwykle starcia o NWA World Heavyweight Championship przyciągały większą widownię, niż inne walki.
18 września 1956 w Baltimore odbyła się walka promowana jako Wrestle-Royal (dziś tego typu walka nazywa się Battle Royal), w której miała zostać wyłoniona kolejna posiadaczka zawieszonego w tym czasie tytułu Women’s World. W walce wzięło udział 13 kobiet. Zwyciężyła The Fabulous Moolah, a ostatnią wyeliminowaną z Wrestle-Royal zawodniczką była Judy Grable. Moolah była mistrzynią nieprzerwanie przez 29 lat. W tym czasie obroniła tytuł w starciach między innymi z Donną Christiantello, Toni Rose, Penny Banner i Sandy Parker. Kiedy Moolah uznała, że się zestarzała, zaczęła odgrywać rolę heela. Wytrenowała też przyszłe gwiazdy żeńskiego wrestlingu, takie jak Lelian Kai, Judy Martin, Wenoma Littler Heart oraz pierwsza osoba, której udało się pokonać Moolah w walce o tytuł, Wendi Richter. W ciągu kolejnych lat Moolah kilkukrotnie traciła i odzyskiwała tytuł, a jej ostatnie panowanie mistrzowskie przypada na rok 1999, gdy miała 75 lat.
W latach 80. XX wieku wrestling rozsławił komik Andy Kaufman. Wyzywał kobiety na pojedynki wrestlerskie w klubach nocnych i starał się upokorzyć przeciwniczki. W 1982 ogłosił się między-płciowym mistrzem świata. Wrestler i promotor Jerry Lawler oburzony takim zachowaniem zaprosił Kaufmana na swoje terytorium, do Memphis, Tennessee. Kaufman występując na arenie Mid-South Coliseum, a także w materiałach promocyjnych, obrażał publiczność oraz miasto i robił wszystko aby publiczność go nienawidziła. Gdy pierwszy raz zmierzył się z Lawlerem w ringu, ku uciesze widzów przegrał w upokarzającej walce. Obaj zawodnicy wystąpili później w popularnym talk-show Davida Lettermana Late Night with David Letterman. Kaufman miał na szyi kołnierz ortopedyczny. W pewnym momencie Lawler uderzył swojego rywala w twarz, powalając go na ziemię. Kaufman wpadł w szał, wygłosił tyradę i zagroził wrestlerowi pozwem sądowym. Rywalizacja trwała przez kolejne lata. Kaufman specjalnie odgrywał nieznośną postać, aby publiczność czuła większą satysfakcję jego porażkami. Nigdy nie złamał kayfabe. Lawler natomiast wspominał współpracę z Kaufmanem po jego śmierci i wystąpił w poświęconym mu filmie fabularnym Miloša Formana Człowiek z księżyca, gdzie również złamał kayfabe. Reporter CNN, Wayne Drash, stwierdził w swojej publikacji, że nawet niektórzy dziennikarze za życia Kaufmana traktowali jego rywalizację i walki jakby były autentyczne.
W latach 1986–1992 XX wieku przez krótki czas istniała organizacja Gorgeous Ladies of Wrestling (GLOW), w której występowały wyłącznie kobiety.

### Ekspansja WWF (lata 80. XX wieku po 1982)

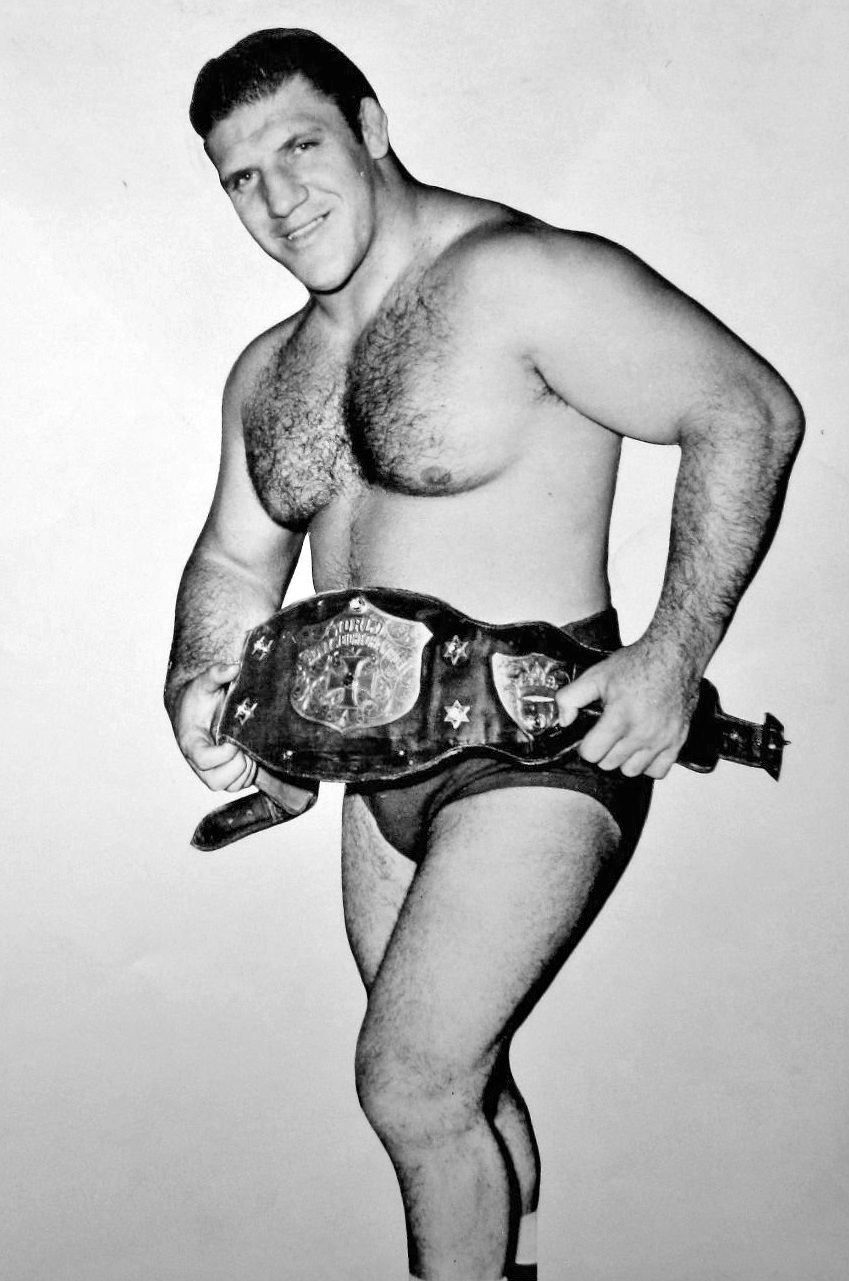
Bruno Sammartino, mistrz WWWF World Heavyweight w latach 1963–1971 i mistrz WWWF Heavyweight w latach 1973–1977

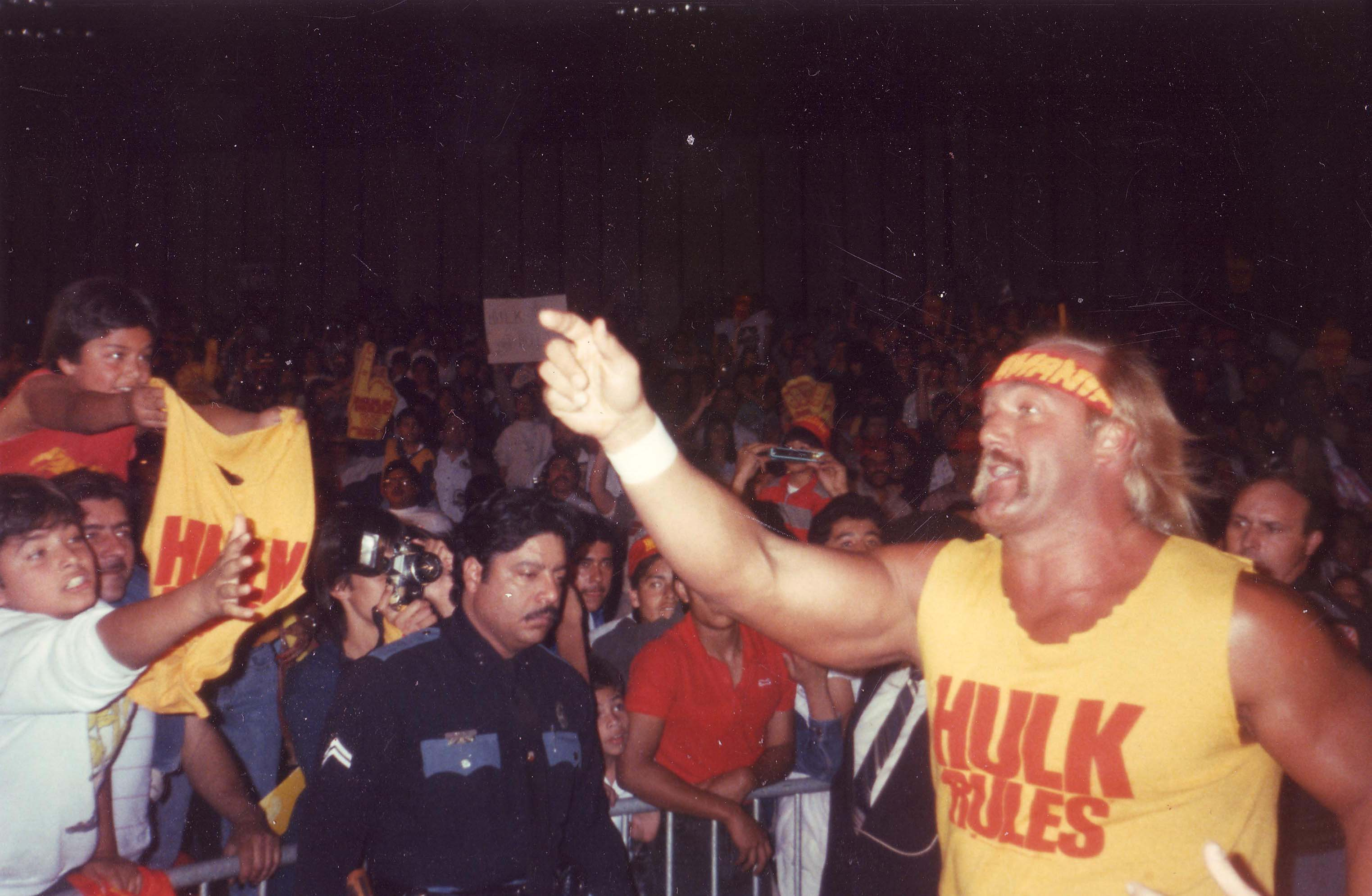
Hulk Hogan, główny main eventer WWE w latach 80. XX wieku

Do National Wrestling Alliance (NWA) należała między innymi organizacja Capitol Wrestling Corporation (CWC), założona w 1952 przez Jessa McMahona i Tootsa Mondta. CWC dołączyło do NWA w 1953. Organizacja stała się niezależna w 1963, w wyniku sporu o to czy Buddy Rogers powinien mieć główne mistrzostwo ligowe, i zmieniła nazwę na World Wide Wrestling Federation (WWWF). W 1971 WWWF ponownie weszło w skład ligi National Wrestling Alliance. W 1979 organizacja została przemianowana na World Wrestling Federation (WWF).
Organizacja osiągnęła regionalny sukces na północno-wschodnim wybrzeżu. W latach 60. i 70. XX wieku dominującym wrestlerem organizacji był Bruno Sammartino, posiadacz głównego mistrzostwa w latach 1963–1971 i 1973–1977.
6 czerwca 1982 Vince McMahon odkupił od ojca federację World Wrestling Federation i rozpoczął jej ekspansję. Jego celem od samego początku było zmonopolizowanie rynku, mimo woli ojca. W 1983 organizacja World Wrestling Federation opuściła ligę NWA. W 1983 organizacja World Wrestling Federation zaczęła proponować swoje widowiska stacjom telewizyjnym w całej Ameryce, a także rozpoczęła sprzedaż kaset z galami poza swoim terytorium. Pieniądze z dochodów McMahon przeznaczył na wykupienie popularnych zawodników z rywalizujących organizacji. Wkrótce w WWF zaczęły występować jedni z najsłynniejszych zawodników tej epoki, tacy jak André the Giant, Hulk Hogan i „Rowdy” Roddy Piper. Do sukcesu firmy przyczyniła się także współpraca z branżą muzyczną. 23 lipca 1984 w telewizji MTV po raz pierwszy wyemitowano walkę wrestlerską na żywo – Wendi Richter wspierana w narożniku przez piosenkarkę Cyndi Lauper pokonała mistrzynię The Fabulous Moolah w walce o pas WWF Women’s Championship. 30 marca 1985 Hulk Hogan jako pierwszy wrestler w historii wystąpił w popularnym talk-show Saturday Night Live. Przełomowy moment dla WWF miał miejsce 31 marca 1985, kiedy firma miała wyemitować swoją pierwszą telewizyjną galę pay-per-view, WrestleMania. Brali w niej udział tacy zawodnicy jak Hulk Hogan, Roddy Piper i Paul Ondorff, a także celebryci tacy jak Cyndi Lauper, Mr. T i Muhammad Ali. Gala okazała się wielkim sukcesem, w związku z czym stacja NBC zgodziła się co miesiąc emitować galę WWF Saturday Night’s Main Event. 24 stycznia 1988 w Copps Coliseum w Hamilton w stanie Ontario miała miejsce pierwsza walka Royal Rumble – wzięło w niej udział 20 wrestlerów, którzy wchodzili na ring w przypadkowej (w kayfabe) kolejności co 2 minuty. Gala, w której głównym wydarzeniem jest walka Royal Rumble odbywa się od tej pory co roku, a udział w niej bierze zwykle 30 zawodników.
W 1989 Vince McMahon wystąpił przed stanowym senatem w New Jersey oświadczając, że wrestling nie jest sportem. Chciał w ten sposób przekonać komisję, aby wykreśliła wrestling z listy sportów objętych regulacjami, w wyniku których WWF musiałoby płacić podatki od organizowanych gal. McMahon oświadczył, że wrestling powinno się definiować jako działalność, w której uczestnicy zmagają się współpracując ze sobą, przede wszystkim w celu zapewnienia rozrywki widzom, a nie zmierzenia się w uczciwych zawodach atletycznych. WWF zaczęło określać swoją działalność mianem rozrywki sportowej. Ustawa deregulująca wrestling przeszła 10 lutego, stosunkiem głosów 37 do 1. Wielu analityków i mediów (na przykład The Independent) określają to wydarzenie jako śmierć kayfabe.
2 czerwca 1992 Vince McMahon wyprodukował swój pierwszy film, Wszystkie chwyty dozwolone z Hulkiem Hoganem w roli głównej.
Następnie uwagę mainstreamu przyciągnął występ gwiazdy futbolu amerykańskiego, Lawrence’a Taylora, 2 kwietnia 1995 na gali WrestleMania XI. Futbolista który pokonał zawodowego wrestlera, Bam Bama Bigelow.

#### Skandal sterydowy (1991–1994)
W 1991 miał miejsce początek tak zwanego skandalu sterydowego. 5 lutego lekarz pracujący dla WWF, doktor George T. Zahorian III, usłyszał zarzut nielegalnej dystrybucji kontrolowanych substancji. Wrestlerzy Brian Blair, Rick Martel, Rowdy Roddy Piper i Daniel Stivey zeznali 25 czerwca, że zamówili sterydy u doktora Zahoriana telefonicznie i otrzymali je za pośrednictwem kuriera Federal Express. 29 grudnia doktor został skazany na 12 700 dolarów grzywny i trzy lata więzienia począwszy od 3 lutego 1992. Po odbyciu kary doktor miał zostać objęty dwuletnim okresem próbnym.
18 listopada 1993 Vince’owi McMahonowi postawiono zarzut współudziału w dystrybucji sterydów anabolicznych. Proces w tej sprawie rozpoczął się 7 lipca 1994. 11 lipca Nailz zeznał, że Vince McMahon osobiście zalecił mu używanie sterydów. 14 lipca Hulk Hogan zeznał, że w latach 80. XX wieku używanie sterydów przez wrestlerów było powszechne, a on sam stosował je prawie 14 lat. Przyznał, że w czasie tras World Wrestling Federation kontaktował się z ówczesną sekretarz wykonawczą Vince’a McMahona, Emily Feinberg, za pośrednictwem której składał zamówienia u doktora Zahoriana. Zamówienia miał odbierać regularnie w siedzibie WWF razem z listami od fanów i wypłatą. Przyznał, że zażywał sterydy anaboliczne nie tylko po to by zwiększyć masę ciała, ale także po to by leczyć rany i podtrzymywać kondycję. Sam Vince McMahon miał jednak nigdy nie nakazywać, ani nie zachęcać go stosowania sterydów. Jedenastu wrestlerów wezwanych przez prokuraturę odmówiło składania zeznań przeciwko McMahonowi. 22 lipca sąd oczyścił McMahona ze wszystkich postawionych mu zarzutów.

### Ekspansja WCW (1988–początek lat 90. XX wieku)

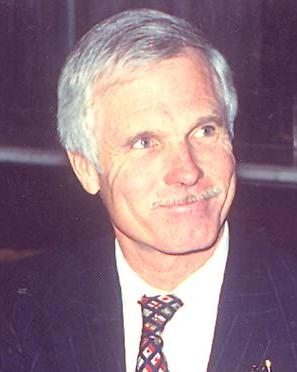
Ted Turner

21 listopada 1988 promotor Jim Crockett sprzedał swoją organizację, Jim Crockett Promotions (JCP), producentowi Tedowi Turnerowi, który zmienił jej nazwę na World Championship Wrestling (WCW) i zaczął emitować walki na posiadanej przez siebie stacji telewizyjnej TBS. NWA było nieprzychylne zmianom w organizacji, ponieważ Ted Turner formalnie nie należał do ligi. Organizacja ustanowiła mistrzostwo WCW World Heavyweight Championship, które 11 stycznia 1991 zdobył Ric Flair pokonując Stinga. Do organizacji zostali sprowadzeni tacy zawodnicy, jak The Great Muta, Ricky Steamboat i Terry Funk. W 1992 Ron Simmons zdobył pas WCW World Heavyweight Championship pokonując Vadera – WWE uznaje go za pierwszego czarnoskórego mistrza świata w wrestlingu. 14 lutego 1993 Eric Bischoff został wiceprezesem WCW, a 18 lipca nastąpiło oficjalne odłączenie się organizacji od NWA. W latach 90. XX wieku do organizacji zostali sprowadzeni Hulk Hogan, Randy Savage, Kevin Nash oraz Scott Hall.

### Poniedziałkowe wojny (1995–2001)

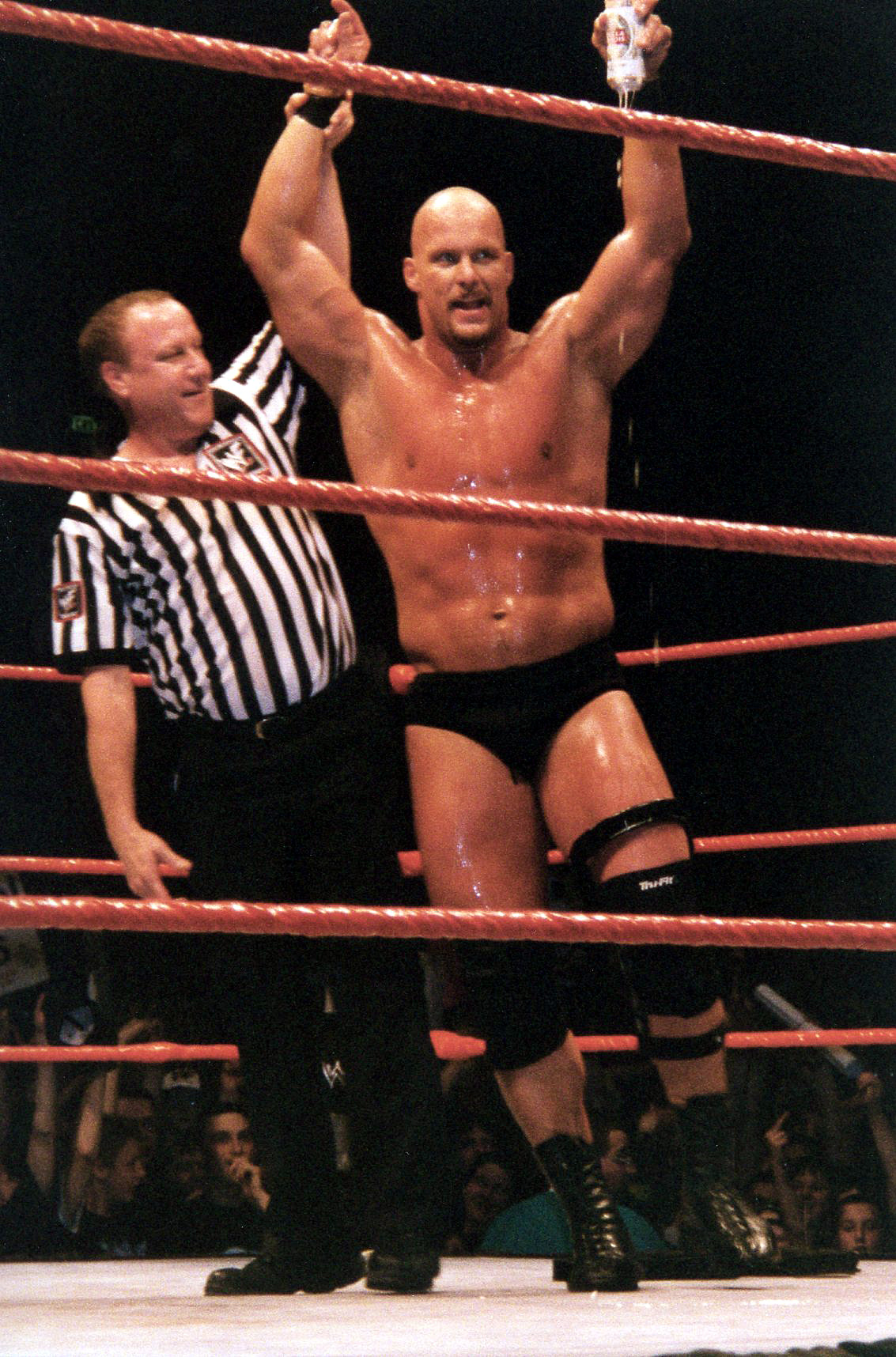
Stone Cold Steve Austin, główna gwiazda WWF w okresie zwanym Attitude Era

11 stycznia 1993 WWF zaczęło emisję cotygodniowej gali Monday Night Raw w każdy poniedziałek, a 4 września 1995 WCW rozpoczęło produkcję Monday Nitro, nadawany również w poniedziałek, w tych samych godzinach co Raw. Był to początek rywalizacji o oglądalność między WWF i WCW, która przeszła do historii jako Monday Night Wars (Poniedziałkowe wojny). WWF zaczęło przeciągać na swoją stronę wrestlerów z organizacji Extreme Championship Wrestling (ECW), którzy cieszyli się wówczas dużą popularnością. Byli wśród nich między innymi przyszli mistrzowie i główne gwiazdy WWF: Stone Cold Steve Austin, Mick Foley, Rick Rude i Triple H.
18 grudnia 1995 mistrzyni kobiet WWF Madusa przeszła do WCW i debiutując wygłosiła przemówienie, w którym potępiła swoją dotychczasową organizację oraz jej właściciela, a następnie publicznie wyrzuciła pas WWF Women’s Championship do kosza na śmieci.
W 1996 roku w WCW powstała stajnia heelów New World Order (nWo, założona przez Kevina Nasha, Scotta Halla i Hulka Hogana), która była kreowana na grupę najeźdźców z konkurencyjnej firmy WWF. Mieli oni chcieć zniszczyć WCW od środka. WWF próbowało powtórzyć sukces nWo tworząc 13 października 1997 podobną stajnię, D-Generation X, której założycielami byli Shawn Michaels, Triple H, Rick Rude i debiutująca Chyna. Grupie nWo przypisuje się przyczynienie się do uzyskania przewagi WCW nad WWF na kilka lat. Do sukcesu miał przyczynić się także wrestler Bill Goldberg, który zasłyną z bycia niepokonanym w latach 1997–1998 oraz latynoscy wrestlerzy, tacy jak Eddie Guerrero i Rey Mysterio, którzy rozsławili w Stanach Zjednoczonych styl lucha libre.
W 1997, gdy główny mistrz WWF, Bret Hart, miał po wygaśnięciu kontraktu przejść do WCW, Vince McMahon obawiał się, że może postąpić podobnie jak Madusa, która w 1995 wyrzuciła pas WWF Women’s Championship do kosza na śmieci w programie Monday Nitro. Aby do tego nie doszło, właściciel WWF poprosił Harta, aby przegrał mistrzostwo w walce z Shawnem Michaelsem na gali Survivor Series w Montrealu. Hart nie zgodził się, ponieważ miał zatarg z Michaelsem, a Kanada była jego ojczyzną. Zaproponował jednak, że odroczy swoją umowę z WCW i przegra tytuł po gali z kimś innym albo zrzeknie się tytułu. McMahon jednak nie ufał Hartowi. Przed galą Survivor Series scenarzysta Vince Russo dostarczył Bretowi Hartowi scenariusz, zgodnie z którym Michaels miał założyć Hartowi chwyt Sharpshooter i przytrzymać go kilka sekund, po czym mistrz miałby odzyskać kontrolę, wygrać i zatrzymać pas. Michaels dostał jednak z zupełnie inny scenariusz, w którym było napisane, że Hart podda się po Sharpshooterze. WWF zdecydowało się na przeprowadzenie scenariusza wręczonego Michaelsowi bez mówienia tego Hartowi. Gdy w czasie gali 9 listopada Michaels założył Hartowi Sharpshooter, mistrz nie poddał się, ale McMahon podbiegł do ringu i krzycząc nakazał sędziemu przerwać walkę. Michaels bardzo szybko opuścił ring z pasem, bez tradycyjnego świętowania po pojedynku. Hart splunął przy wszystkich McMahonowi w twarz i uderzył go na zapleczu po gali. To wydarzenie przeszło do historii jako Montreal Screwjob i było szeroko opisywane przez prawie każdego felietonistę zajmującego się wrestlingiem. 
Od 1998 główną atrakcją oferowaną przez WWF była rywalizacja Steve’a Austina z właścicielem organizacji, Vince’em McMahonem. W kayfabe McMahon nie mogąc liczyć na uległość Austina, starał się utrudnić mu karierę. Austin kilkukrotnie przejął mistrzostwo WWF Championship i kilkukrotnie zmierzył się ze swoim przełożonym w ringu. Do popularyzacji wrestlingu w mainstreamie przyczyniły się występy koszykarzy NBA, Dennisa Rodmana i Karla Malone, w roli wrestlerów w WCW, w 1998 oraz liczne sesje zdjęciowe do różnych magazynów wrestlerki WWF Sable w 1999.
Popularność WCW zaczęła słabnąć w 1999. 4 stycznia publiczność była rozczarowana pojedynkiem o mistrzostwo WCW World Heavyweight Championship pomiędzy powracającym po przerwie Hulkiem Hoganem a mistrzem Kevinem Nashem. Obaj zawodnicy zakpili z publiczności – zamiast walczyć, pretendent do tytułu dotknął lekko palcem mistrza, który natychmiast padł i pozwolił się przypiąć. Następnie konferansjer Tony Schiavone, próbując przekonać widzów, by nie przełączali programu, nieopatrznie zdradził, że w Monday Night Raw Mick Foley właśnie zdobył główne mistrzostwo. Monday Nitro straciło w tym momencie setki tysięcy widzów, na rzecz programu WWF. 10 września zarząd podjął decyzję o odebraniu stanowiska Ericowi Bischoffowi i przekazanie go Billowi Buschowi. Do organizacji zatrudniono także byłych pracowników WWF, Vince’a Russo i Eda Ferrara, w roli organizatorów.
Dążąc do odzyskania popularności WCW, nowi organizatorzy postanowili 10 kwietnia 2000 odebrać tytuły wszystkim mistrzom organizacji i rozpocząć serię turniejów wyłaniających nowych posiadaczy pasów. Wyprodukowano też film komediowy o nazwie Kibice do dzieła! z udziałem wrestlerów WCW. W ramach promocji filmu akcja w Monday Nitro została tak poprowadzona, że aktor odgrywający główną rolę w Kibice do dzieła!, David Arquette, zdobył pas WCW World Heavyweight Championship 26 kwietnia. W oczach wielu fanów i analityków przejęcie pasa przez Arquetta zostało odbierane jako ośmieszenie wrestlingu.
23 maja 1999 na gali WWF Over the Edge doszło do głośnej kontrowersji. Wrestler Owen Hart opuszczał się po linie wkraczając na arenę, ale mechanizm zabezpieczający wyłączył się zbyt wcześnie i zawodnik spadł z ponad dwudziestu metrów ginąc tragicznie na oczach publiczności. Telewidzowie nie zobaczyli tego zdarzenia. Po tym zdarzeniu komentator Jim Ross poinformował widzów, że Owen Hart nie żyje i nie jest to część zaplanowanej rozrywki. Kontrowersje wzbudzał fakt, że mimo to zdecydowano się kontynuować galę.
9 lipca 2000 na gali Bash at the Beach Hulk Hogan, uważany przez wielu za największą gwiazdę WCW, miał walczyć z ówczesnym mistrzem wagi ciężkiej, Jeffem Jarrettem. Mistrz jednak położył się na ringu i pozwolił się łatwo przypiąć, a Vince Russo rzucił na ring pas mistrzowski i powiedział Hulkowi Hoganowi żeby go sobie wziął. Jeszcze tego samego dnia Russo wygłosił improwizowaną przemowę, w której oskarżył Hogana o nadużywanie swojego statusu gwiazdy i wywierania nacisków na organizację. Hogan już więcej nie pojawił się w WCW i pozwał organizację do sądu, ale przegrał proces. Od 25 września 2000 przez pewien czas posiadaczem WCW World Heavyweight Championship był sam Vince Russo. 26 marca 2001 wyemitowano ostatni odcinek Monday Nitro. Wystąpił w nim syn właściciela WWF, Shane McMahon, który ogłosił, że WCW zostało wykupione i przejęte przez jego organizację.

### Okres dominacji WWE (od 2001)

#### WWE

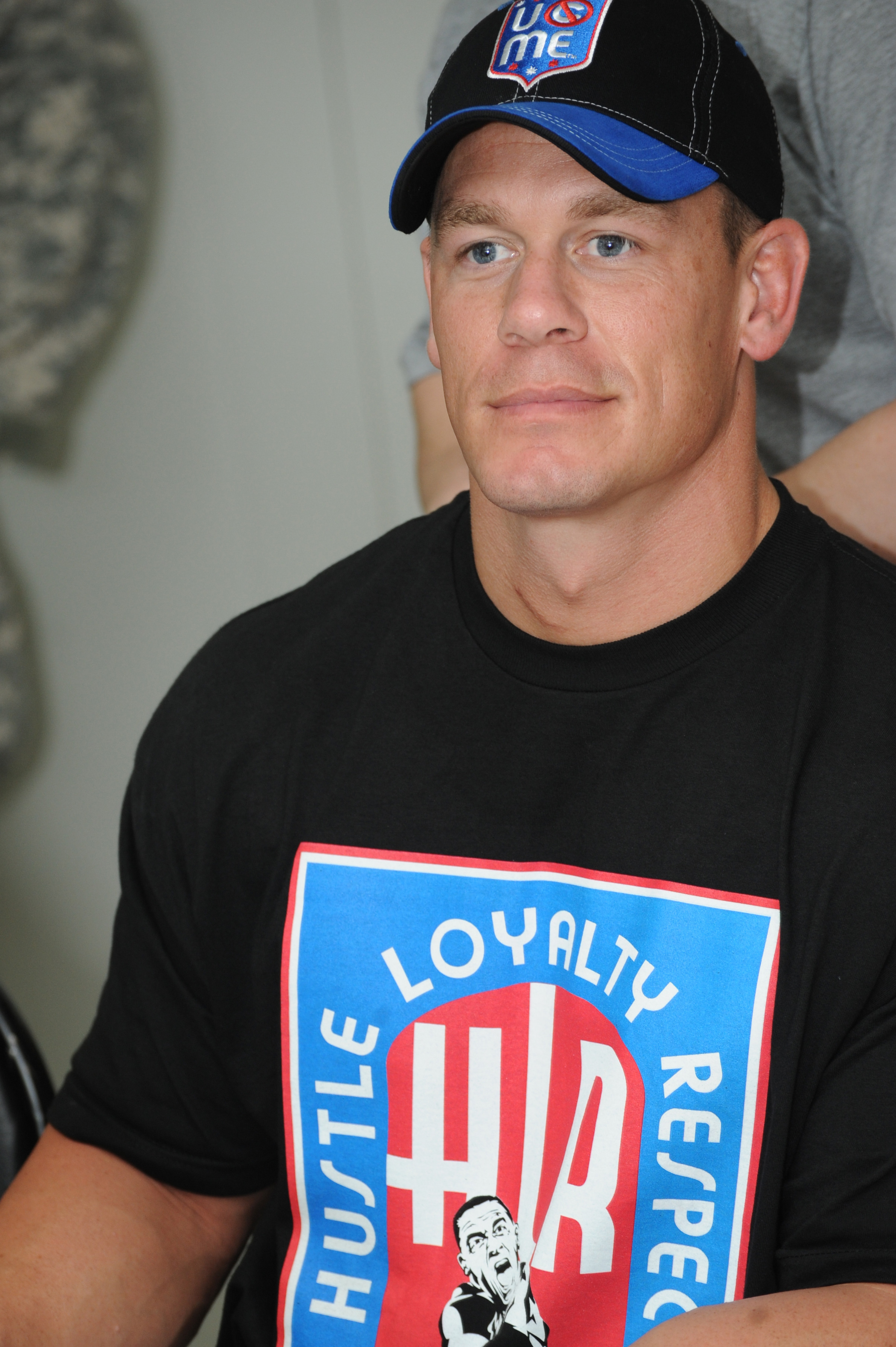
John Cena, wielokrotny i wieloletni posiadacz różnych tytułów w WWE, szesnastokrotny posiadacz tytułu światowego

Od 2001 World Wrestling Federation jest bezkonkurencyjnym monopolistą wśród organizacji wrestlerskich. Po upadku WCW i ECW, WWF przejęło większość wrestlerów byłej organizacji. W kayfabe dawne WCW miałoby przeprowadzać Inwazję na WWF. Przez pewien czas często prowadzono walki pomiędzy zawodnikami wiernymi WWF a „najeźdźcami” z WCW i ECW. Czasem WWF próbowało też odtworzyć wątki, które cieszyły się popularnością w WCW, jak reaktywowane 16 lutego 2002 nWo, czy wątek niepokonanego Goldberga prowadzony ponownie od 31 marca 2003.
W 2002, w związku z powiększeniem personelu WWF, firma zdecydowała się dokonać podziału na brandy, czyli dwie podległe franczyzy posiadające własne programy telewizyjne. 25 marca miał miejsce pierwszy Draft, w trakcie którego każdy zawodnik został przypisany do Smackdown lub Raw.
6 maja 2002 World Wrestling Federation z powodu przegranego procesu, jaki został wytoczony przez używające tego samego skrótu (WWF) World Wide Fund for Nature, musiało zrezygnować z dotychczasowej nazwy i loga. Od tego momentu organizacja nazywa się World Wrestling Entertainment (WWE).
13 czerwca 2006 powstał kolejny brand WWE, Extreme Championship Wrestling (ECW), który miał być w założeniu odrodzoną wersją byłej organizacji Toda Gordona i Paula Heymana, specjalizującej się w ekstremalnym wrestlingu (hardcore wrestling). W lutym 2010 ECW zostało zastąpione przez NXT, które dodatkowo pełniło funkcję klubu farmerskiego.
25 czerwca 2007 doszło do tragedii, kiedy popularny wrestler Chris Benoit zamordował swoją żonę, Nancy Benoit, i syna, Daniela Benoit, a potem popełnił samobójstwo. Istniały podejrzenia, że Benoit dopuścił się morderstwa pod wpływem narkotyków, sterydów lub częstych urazów w głowę. Chirurdzy przeprowadzający sekcję potwierdzili, że Benoit miał uszkodzony mózg. WWE odcięło się od zmarłego wrestlera i od tego czasu stara się o nim nie wspominać w swoich materiałach. Głośna tragedia przyczyniła się jednak do wielu zmian w organizacji. Z czasem budowa ciał zawodników zatrudnianych przez WWE stała się bardziej stonowana. Personel zaczęto poddawać regularnym testom medycznym. Ograniczono sytuacje, w których wrestlerzy mogli doznać urazu głowy, w tym częste i charakterystyczne dla WWE ciosy składanym krzesłem. Starano się też aby w czasie walk nie dochodziło do krwawienia. Od lipca 2008 programy WWE posiadają kategorię PG, czyli zalecany nadzór rodzicielski.
W 2011 porzucono podział na Smackdown i Raw. Główne programy telewizyjne dawnych brandów nadal istniały, ale porzucono podział na unikatowe składy personelu. Podział na brandy przywrócono w 2016, a na ich czele stali potomkowie Vince’a McMahona: Shane McMahon i Stephanie McMahon.
Dominującymi wrestlerami WWE w XXI wieku byli między innymi John Cena, Randy Orton i Triple H, którzy pobili rekordy w liczbie posiadań głównego tytułu mistrzowskiego, Trish Stratus, która była mistrzynią kobiet ponad 400 dni, tag team The New Day (Kofi Kingston, Xavier Woods i Big E), który pobił rekord długości czasu posiadania dowolnego mistrzostwa drużynowego organizacji, oraz Asuka, która posiadała pas NXT Women’s Championship ponad 500 dni.

#### TNA i drugie Poniedziałkowe Wojny
W 2002 powstała organizacja Total Nonstop Action Wrestling (TNA) założona przez byłego zawodnika WCW, Jeffa Jarretta, i jego ojca, Jerry’ego Jarretta. Do 2004 organizacja należała do National Wrestling Alliance. Była pierwszą amerykańską organizacją, która używała heksagonalnego ringu zamiast tradycyjnego czterokrotnego. Ponieważ TNA okazało się niedochodowym interesem, w październiku 2002 Jerry Jarrett sprzedał pakiet kontrolny nad spółką prywatnemu inwestorowi Panda Energy International. Jeff Jarrett został wiceprezesem TNA, a Dixie Carter, córka prezesa zarządu Panda Energy (Robert W. Carter), objęła stanowisko prezesa. W 2009 do organizacji zostali sprowadzeni Hulk Hogan i Eric Bischoff, a Carter zapowiedziała, że chce aby TNA stało się największą organizacją wrestlingową na świecie. 4 stycznia 2010 czas emisji głównego programu telewizyjnego organizacji, Impact!, został przesunięty na poniedziałek, w tym samym czasie kiedy emitowano WWE Raw. Miał być to Monday Night Wars II – powrót do poniedziałkowych wojen, jakie toczyły ze sobą WWF i WCW. TNA jednak nigdy nie wyprzedziło WWE pod względem oglądalności i pod koniec roku przesunęło emisję swojego programu na czwartki.

#### AEW i Środowe Wojny
W 2019, na bazie sukcesu niezależnej gali All In z 2018, powstała organizacja wrestlingu All Elite Wrestling (AEW), której sponsorem był multimiliarder Shahid Khan. Za sprawą dużego rozgłosu i między innymi dlatego, że Khan dysponował większymi środkami finansowymi, niż właściciel WWE, Vince McMahon, pojawiły się sugestie, że AEW może być w stanie skutecznie rywalizować z WWE, jak dawniej WCW. 24 lipca 2019 organizacja All Elite Wrestling ogłosiła, że od środy 2 października rozpocznie dwugodzinny program na żywo o nazwie AEW: Dynamite w telewizji TNT. Niedługo potem, w sierpniu, firma WWE ogłosiła, że jeden z jej programów, NXT, zostanie przeniesiony na środę, na kanał USA Network, i od tej pory również będzie nadawany w formacie dwugodzinnym i na żywo. Wkrótce media zaczęły nazywać nową rywalizację Wednesday Night Wars (pl. Wojny Środowych Nocy).

#### Inne organizacje
Ponieważ WWE z czasem przeszło na familijny format i nie oferowało krwawych walk oraz nie stawiało nacisku na styl japoński, czy lucha libre, powstały nowe organizacje, których celem było wypełnienie niszy rynkowej, na przykład Lucha Underground, Ring of Honor, EVOLVE, Pro Wrestling Guerrilla, Shimmer Women Athletes, Global Force Wrestling, Dragon Gate USA i Chikara.

## Rozwój wrestlingu poza Stanami Zjednoczonymi

### Japonia

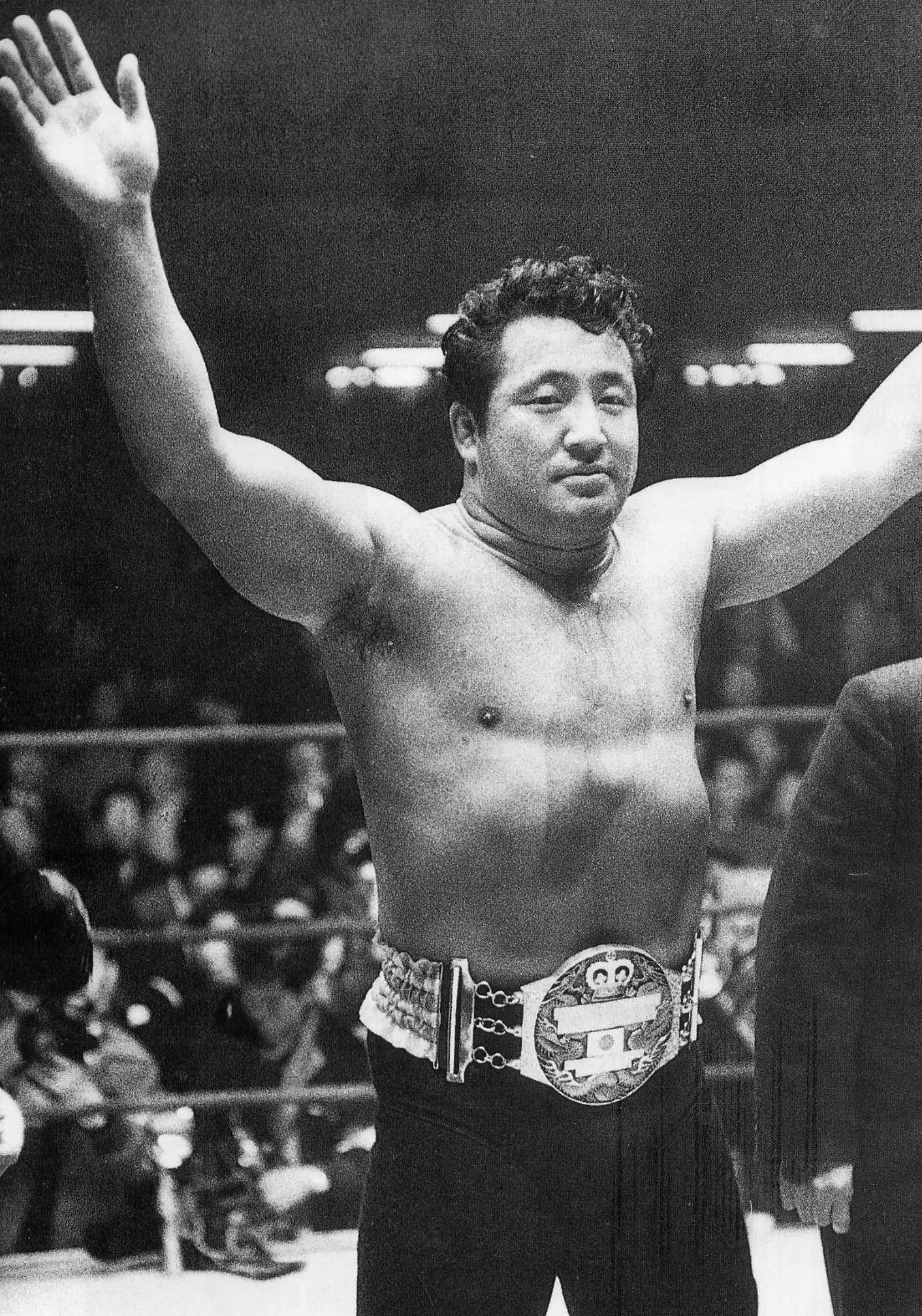
Rikidōzan, wrestler i promotor, który wypromował wrestling w Japonii

Za pierwszego japońskiego wrestlera uważany jest Matsuda Sorakichi, były zapaśnik sumo, który debiutował w Stanach Zjednoczonych w 1883. Wraz z Hamada Shōkichi – również wrestlerem i byłym zapaśnikiem sumo – urządzili pierwszy w historii Japonii pokaz wrestlingu w amerykańskim stylu. Miało to miejsce w 1887 w Ginzie, w Tokio. Widowisko cieszyło się jednak znikomym zainteresowaniem. Kolejne próby zainteresowania Japończyków wrestlingiem miały miejsce w marcu 1921, kiedy wrestler z San Francisco Ad Santel rozpoczął występy w Japonii wraz z trupą amerykańskich zawodników europejskiego i japońskiego pochodzenia. Trupa również nie osiągnęła upragnionego sukcesu, a Santel zapowiedział, że nigdy więcej nie wystąpi w Japonii bez gwarantowanego wynagrodzenia od japońskich promotorów. W 1948 powstała pierwsza japońska organizacja wrestlerska organizująca wyłącznie walki kobiet, jednak stawiała duży nacisk na seksualizację zawodniczek, przez co również nie cieszyła się dużym zainteresowaniem i szybko upadła.
Wrestling w Japonii, zwany także puroresu, zaczął zyskiwać popularność w 1951, za sprawą debiutującego wrestlera Rikidōzana, który postanowił wykorzystać antyamerykańskie nastroje społeczeństwa po II wojnie światowej. Rikidōzan grał antyamerykańskiego nacjonalistę i często pokonywał w walce amerykańskich wrestlerów. Charakterystycznym dla niego atakiem był cios karate. W 1953 założył organizację wrestlingu Japan Pro Wrestling Alliance (JWA). Organizacja cieszyła się dużą popularnością aż do śmierci jej założyciela w 1963. Jednak wraz ze wzrostem popularności wrestlingu w Japonii, JWA doczekało się konkurencji w postaci Tokyo Pro Wrestling (TPW) i International Wrestling Enterprise (IWE). Następnie Antonio Inoki i Giant Baba odeszli z JWA i założyli kolejno New Japan Pro-Wrestling (NJPW) oraz All Japan Pro Wrestling (AJP). W 1968 Takashi Matsunaga założył organizację All Japan Women’s Pro-Wrestling Corporation (AJWPW), organizującą wyłącznie walki kobiece, zwane w japonii joshi puroresu. AJWPW przyczyniło się do spopularyzowania wrestlingu kobiet i pierwszej transmisji joshi w telewizji.
W 1973 JWA zostało rozwiązane. W latach 70. Antonio Inoki spopularyzował tak zwany styl silny, posiadający aspekty wschodnich sztuk walki. Do popularności wrestlingu przyczyniły się także autentyczne pojedynki Inoki z legendami różnych sportów walki, jak bokser Muhammad Ali, czy olimpijski judoka Willem Ruska. Baba natomiast preferował styl oparty na grapplingu i wykorzystywał swoje znajomości z amerykańską ligą National Wrestling Alliance, aby wypożyczać do swojej organizacji słynnych amerykańskich zawodników. Z kolei IWE sprowadzało do swojej organizacji europejskich wrestlerów preferujących różne style walki. W latach 80. najpopularniejszymi wrestlerami byli Jumbo Tsuruta, Genichiro Tenryu, Tatsumi Fujinami, Riki Choshu oraz Satoru Sayama, który jako pierwszy odgrywał popularną przez wiele lat i odgrywaną przez różnych zawodników postać zwaną Tiger Mask.
W latach 90. XX wieku Antonio Inoki i Giant Baba wycofali się z życia publicznego, a popularność wrestlingu w Japonii zaczęła słabnąć. Telewizje, które do tej pory transmitowały puroresu w godzinach największej oglądalności, przesunęły transmisję na późną noc. W 1989 uczeń Baby, Atsushi Onita, założył organizację Frontier Martial-Arts Wrestling (FMAW). Coraz częstsze transmisje amerykańskich programów wrestlingowych sprawiły, że amerykańscy wrestlerzy rzadziej dołączali do japońskich organizacji, a japońskie organizacje odchodziły od zwyczajowego obsadzania Amerykanów w roli heelów. W 1997 Plum Mariko była pierwszą spośród japońskich wrestlerów, która zmarła w wyniku wypadku w ringu. W latach 90. najpopularniejszymi wrestlerami byli Masahiro Chono, Keiji Mutoh i Shinya Hashimoto z NJPW oraz Mitsuharu Misawa, Toshiaki Kawada, Kenta Kobashi i Akira Taue z AJP. 4 listopada 1992 NJPW zorganizowało swoją pierwszą galę z serii Starrcade, która później zmieniła nazwę na January 4 Tokyo Dome Show i w swoim założeniu miała być japońskim odpowiednikiem WrestleManii.
W pierwszej dekadzie XXI wieku po śmierci Giant Baby AJP zostało przejęte przez Mitsuharu Misawę, który jednak z powodu braku porozumienia z wdową po Babie odszedł wraz z większością zawodników organizacji i założył Pro Wrestling Noah (PWN). AJP jednak przetrwało dzięki organizowaniu walk wspólnie z NJPW. Nowym prezesem AJP w 2002 roku został Keiji Mutoh. Po odejściu z NJPW, Shinya Hashimoto założył organizację Pro Wrestling Zero1. Zachęcone sukcesami AJP i NJPW, inne organizacje też zaczęły coraz częściej organizować wspólne wydarzenia i do dziś jest to standardowa praktyka w Japonii. W 2006 roku Misawa podjął próbę zjednoczenia niezależnych japońskich organizacji pod przywództwem ligi Global Professional Wrestling Alliance, jednak nigdy nie udało mu się tego dokonać, a liga została rozwiązana wraz z jego śmiercią w 2009 roku.

### Meksyk

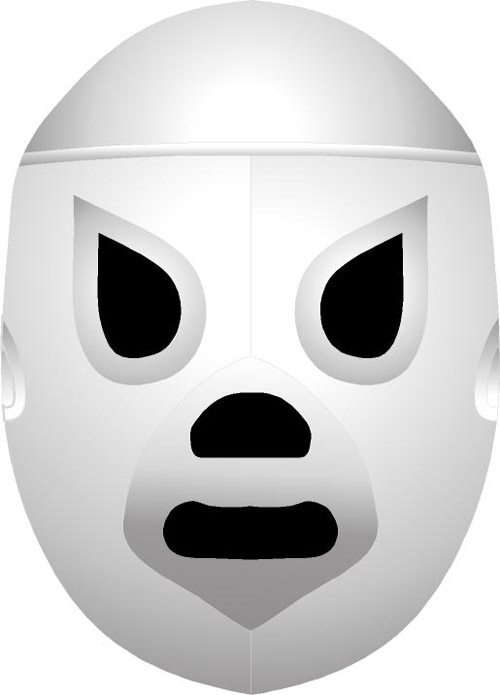
Maska El Santo

Pierwsze zapasy były urządzane na terenie Meksyku przez Francuzów w 1863 roku, w trakcie francuskiej interwencji. Na początku XX wieku, w trakcie rewolucji meksykańskiej, dwóch włoskich biznesmenów, Giovanni Reselevich i Antonio Fournier, zaczęli organizować pojedynki, w których uczestnicy walczyli bez broni i ochraniaczy. Te walki słynęły z brak zasad oraz brutalności i były znane jako lucha libre (pl. Wolne walki), a ich uczestnicy byli zwani luchadorami. W 1929 roku Meksykanin Salvador Lutteroth González zaczął pracę jako inspektor nieruchomości dla urzędu podatkowego w El Paso w Teksasie. Tam zafascynowały go wystawiane walki amerykańskich wrestlierów i postanowił zapoczątkować takie wydarzenia w swoim ojczystym kraju. W 1933 roku razem z Francisco Ahumada założył organizację Empresa Mexicana de Lucha Libre (EMLL) w mieście Meksyk. Pierwszą galę EMLL wystawiło na arenie Modelo, która miała zostać przeznaczona do wyburzenia. EMLL osiągnęło sukces i zaczęło regularnie wystawiać kolejne gale. Od 1991 roku ta organizacja jest znana jako Consejo Mundial de Lucha Libre (CMLL) i jest najdłużej istniejącą organizacją wrestlingową na świecie. Należąca do CMLL arena Modelo, która później została przemianowana na arenę México nazywana jest Mekką wrestlingu w Meksyku.
W 1942 roku debiutował zamaskowany wrestler El Santo, który przykuwał uwagę szerokiej publiczności swoimi umiejętnościami wrestlerskimi i zagadkową tożsamością. Choć maski były częścią lucha libre już wcześniej, Santo przyczynił się do ich spopularyzowania. Szybko stał się ikoną, występował w wielu filmach i został bohaterem komiksów. Nigdy nie pokazywał się bez maski, aż do 1984 roku, kiedy na chwilę podwinął przednią część maski w meksykańskim talk-show Contrapunto. Santo powiedział, że chciał w ten sposób pożegnać się z fanami, a kilka dni później, 5 lutego, zmarł na atak serca. Do innych znanych luchadorów lat 40-80 XX wieku zaliczają się między innymi Blue Demon, Dr. Wagner, El Solitario, Mil Máscaras, Rolando Vera, Aníbal, Ray Mendoza i Rayo de Jalisco.

### Polska
Wśród zapaśników biorących udział w europejskich turniejach pod koniec XIX wieku byli także Polacy. Ci należący do europejskiej czołówki to między innymi bracia Stanisław „Zbyszko” Cyganiewicz i Władysław Cyganiewicz, Piotr Jankowski, Leon Pinecki, Herkules Teodor Sztekker, a także dwukrotny mistrz świata nazywany ojcem polskich zapasów, Władysław Pytlasiński.

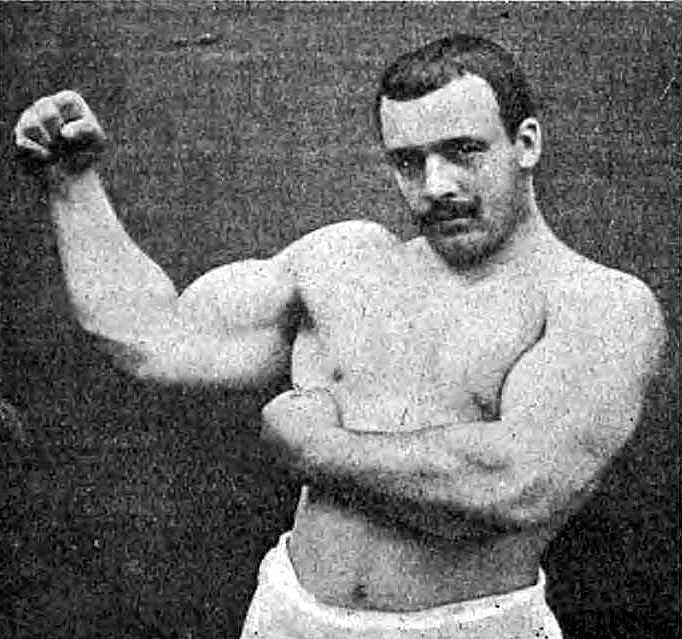
Stanisław „Zbyszko” Cyganiewicz

Zapasy w stylu grecko-rzymskim z elementami spektaklu zaczęły być organizowane w Polsce pod koniec XIX wieku przez cyrki objazdowe. Jan Stanisław Cyganiewicz jako gimnazjalista pokonał rzucającego wyzwanie publiczności siłacza z jednego z takich cyrków, Austriaka Adolfa Spechta. Cyganiewicz zdecydował się wtedy na karierę zapaśniczą. Na początku XX wieku przyjął pseudonim ringowy Zbyszko na cześć Zbyszka z Bogdańca, postaci literackiej z powieści Krzyżacy Henryka Sienkiewicza. Później na cześć Cyganiewicza ten sam pseudonim ringowy przyjął amerykański wrestler i obecnie członek WWE Hall of Fame Larry Zbyszko. W okresie dwudziestolecia międzywojennego walki zapaśników organizowano w Cyrku Braci Staniewskich. U szczytu popularności pojedynki te przypominały reżyserowane spektakle parateatralne. Niemal tak samo jak walka znaczenie miała oprawa i atmosfera tajemniczości. W cyrku występował między innymi zamaskowany zapaśnik o pseudonimie Czarna Maska. Organizatorzy obiecywali, że atleta zdejmie maskę, jeśli przegra walkę, co jednak nigdy nie nastąpiło. Pokazy te zostały upamiętnione w piosence Cyrk na Ordynackiej ze słowami Henryka Kotarskiego i muzyką Stefana Rembowskiego:

A jak walczył na arenie Garkowienko z Czarną Maską,

To na takie przedstawienie zasuwało całe miasto.

Ale Sztekker kładł każdego, bo jak kogo wziął w nelsona,

Mokra plama była z niego, każdy pękał, niech ja skonam!

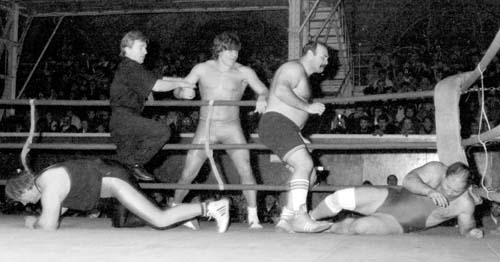
Zdjęcie jednego z pokazów wrestlingu organizowanych pod koniec XX wieku przez Andrzeja Suprona (stojący po lewej)

W latach 80. XX wieku wielokrotny medalista mistrzostw świata i Europy w zapasach oraz wicemistrz olimpijski z 1980 roku, Andrzej Supron, z pomocą kolegi pracującego w Zjednoczonym Przedsiębiorstwie Rozrywkowym, stworzył pierwszą polską grupę organizującą pokazy profesjonalnego wrestlingu. Należeli do niej kulturyści i atleci – między innymi Władysław Komar, którego częścią gimmicku było śpiewanie po każdej walce. Grupa występowała między innymi w Warszawie, w Poznaniu, a także w ZSRR: w Tbilisi w Gruzji, w Kazachstanie, w Armenii, w Azerbejdżanie, na Łotwie i na Litwie. Trzykrotnie wystąpili też w parku Gorkiego w Moskwie. Urządzili między innymi turniej, w którym zgodnie z założeniami rosyjscy wrestlerzy pokonywali niemieckich.

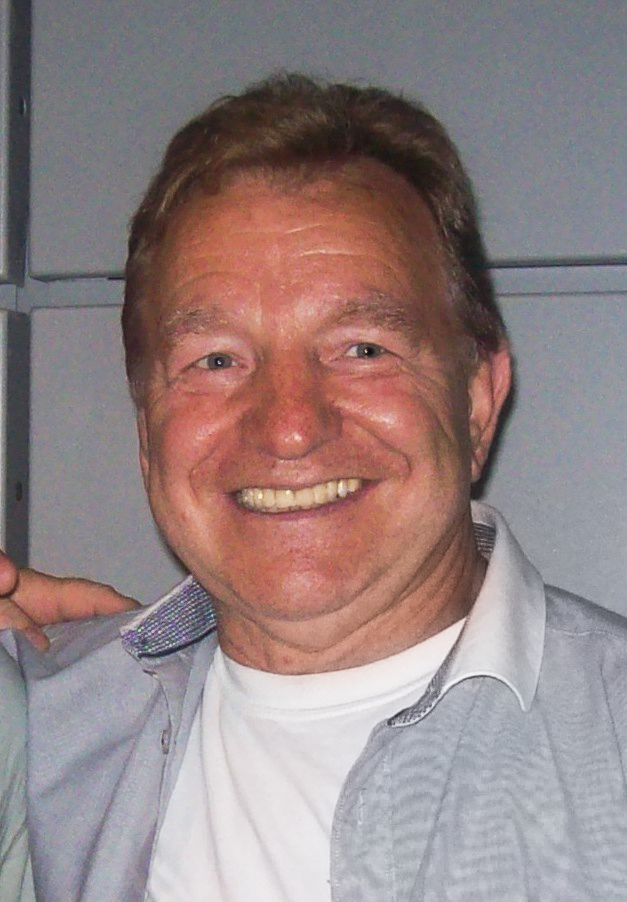
Andrzej Supron, popularyzator wrestlingu w Polsce

14 grudnia 1993, w warszawskiej Hali Torwar, miała miejsce pierwsza w Polsce gala wrestlingu zawodowego zorganizowana przez zagraniczną grupę. Gala ta nazywała się American Wrestling World`s Superstars. Wystąpili na niej między innymi Sunny Beach, tag team Demolition, Doink the Clown, Jim Duggan, Rick Martel, Max Moon, The Iron Sheik, Tito Santana, Special Delivery Jones i Greg Valentine. Galę poprowadził Andrzej Supron. Na widowni było około 600 osób, a bilety kosztowały po 180 tysięcy złotych (przed denominacją). Grupa początkowo nie planowała występu w Polsce, ale za namową Suprona zgodzili się na występ w przerwie tournee po Niemczech i Austrii. Choć Gazeta Wyborcza i Rzeczpospolita promowały wydarzenie, Supron skrytykował zachowanie innych mediów, które w swoich relacjach wychodziły z założenia, że przeciętny widz nie wie, że widowisko jest wyreżyserowane. Zadeklarował też chęć zorganizowania podobnych gali w kwietniu 1994 roku i w kolejnych latach, ale nie udało mu się zrealizować planów.
W 2009 w Warszawie powstała pierwsza polska federacja wrestlingu, Do Or Die Wrestling (DDW). Była to pierwsza firma, która sprowadziła ring wrestlingowy z USA i organizowała gale na żywo. Prowadziła także pierwszą i wówczas jedyną w Polsce szkołę wrestlingu. Założycielem, właścicielem i promotorem federacji oraz głównym trenerem w szkole był Amerykanin Daniel Austin, znany lepiej pod swoim pseudonimem ringowym jako Don Roid. Przy powstawaniu przedsięwzięcia pomagali także Andrzej Supron i Paweł Borkowski. Jednym z pierwszych uczniów szkoły, a wkrótce promotorem DDW, został Arkadiusz „Pan” Pawłowski. Do federacji należeli też tacy zawodnicy jak Kamil Aleksander, Jędruś Bułecka, Klarys, czy Rider. Inauguracyjny pokaz odbył się 8 sierpnia 2009. W 2013 reprezentacja DDW wystąpiła w programie Mam talent!, gdzie urządzili pokazową walkę wrestlingową. Nie przeszli pomyślnie rundy eliminacyjnej, ponieważ jurorzy zgodnie zagłosowali przeciw. Agnieszka Chylińska skrytykowała selling, Małgorzata Foremniak grę aktorską, a Agustin Egurrola choreografię. Federacja zakończyła działalność w 2015 roku.
Również w 2009 Andrzej Supron i Paweł Borkowski założyli własną organizację wrestlingu o nazwie Total Blast Wrestling (TBW). Współpracowali przy tym z francuską organizacją Eurostars, która funkcjonowała w tym czasie od 25 lat. Dzięki tym kontaktom, Total Blast Wrestling mogło zatrudnić zagranicznych wrestlerów z wieloletnim doświadczeniem, takich jak Bambikiller, Erik Isaksen, Cybernic Machine, Starbuck i Bernard Vandamme. Patronat nad TBW posiadały takie media jak Rock Megastacja, Radio Rekord FM oraz Super Express. W 2011 organizacja zakończyła działalność. W 2017 Paweł Borkowski powiedział w wywiadzie, że powodem zaprzestania funkcjonowania był brak środków finansowych, ale jest gotowy na przywrócenie organizacji jeśli udałoby się znaleźć sponsorów.
W 2014 polski wrestler Shadow założył organizację o nazwie Maniac Zone Wrestling (MZW). Następnie w 2015, w Gdyni, powstał Kombat Pro Wrestling (KPW). W tym samym roku otwarto też należącą do KPW szkołę wrestlingu w Gdyni, gdzie za treningi odpowiadają dwaj wrestlerzy: Greg i pierwszy posiadacz pasa KPW Championship, Piękny Kawaler.
31 maja 2015 miał miejsce pierwszy śmiertelny wypadek związany z wrestlingiem w Polsce. Na gali organizowanej przez MZW szesnastoletnia Kinga Leszczyk, posługująca się pseudonimem Akira, doznała urazu po walce z jej przeciwniczką, Hexią. Zawody zostały natychmiast przerwane, a Akira odwieziona do szpitala w Nysie, gdzie podjęto nieudaną próbę ratowania jej życia. Zmarła 3 czerwca. Media pisały, że Akira doznała urazu kręgosłupa po tym jak Hexia wykonała na niej manewr chokeslam, jednak MZW poinformowało, że przyczyną zgonu była ukryta choroba.
Z początkiem 2020 roku profesjonalną działalność rozpoczęła warszawska federacja PpW Ewenement Wrestling (PpW), założona w 2010 r. jako backyard. PpW charakteryzuje się częstymi walkami typu hardcore, z dużą ilością krwi i wykorzystaniem licznych przedmiotów w charakterze broni.
W 2021 w Chorzowie rozpoczęła działalność federacja Prime Time Wrestling (PTW), której założycielami są Arkadiusz „Pan” Pawłowski oraz Marcin „Rzeźnik” Rzeźniczek. PTW prowadzi także własną szkołę wrestlingu, aktualnie z siedzibą w Kozłowie.
W 2024 znaczna ilość zawodników i personelu opuściła PTW. Część z nich założyła następnie nową federację: Legacy of Wrestling, z siedzibą w Katowicach. W przeciwieństwie do pozostałych grup, Legacy nie prowadzi szkółki ani nie posiada własnych zawodników, zamiast tego zatrudniając wrestlerów z innych polskich organizacji.